# 1324
Il 1324 (MCCCXXIV in numeri romani) è un anno bisestile del XIV secolo.

## Eventi
- Marsilio da Padova pubblica il Defensor pacis.
- Mansa Musa, governatore dell'Impero Mali arriva al Cairo, nel corso del suo hajj (pellegrinaggio alla Mecca), con un entourage di migliaia di persone e così munifico col suo oro che il prezzo del metallo in quella città non si riprese per 20 anni. La sua presenza al Cairo venne ricordata per almeno un secolo.
- Giovanni XXII scomunica Ludovico IV di Baviera per aver usurpato l'Impero nel momento in cui vince re Roberto di Napoli nominato dal Papa vicario per l'Impero in Italia.
- 29 febbraio - Battaglia di Lucocisterna: Definitivo tramonto della repubblica marinara di Pisa con la perdita degli avamposti toscani in Sardegna a favore degli Aragonesi.

## Nati
- 5 marzo - Davide II di Scozia, sovrano († 1371)
- 4 agosto - Siraj al-Din al-Bulqini, giurista egiziano († 1403)
- 6 novembre - Leonardo Frescobaldi, politico e scrittore italiano
- Magnus II di Brunswick-Wolfenbüttel, nobile tedesco († 1373)
- Costanza d'Aragona, principessa († 1355)
- Guglielmo I di Namur, nobile francese († 1391)
- Jahan Malek Khatun, poetessa persiana († 1393)
- Luigi di Durazzo, conte († 1362)
- Giovanni Manfredi, condottiero italiano († 1373)
- Vettor Pisani, ammiraglio italiano († 1380)
- Caterina di Savoia-Vaud, sovrana († 1388)
- Sigeri II di Enghien, nobile olandese († 1364)
- Francesco di Bartolo, critico letterario e latinista italiano († 1406)

## Morti
- 8 gennaio - Marco Polo, viaggiatore, scrittore e ambasciatore italiano (n. 1254)
- 15 gennaio - Angelo da Gualdo Tadino, monaco cristiano italiano (n. 1270)
- 11 febbraio - Karl von Trier (n. 1265)
- 26 febbraio - Dino Compagni, politico, scrittore e storico italiano
- 2 marzo - Roberto di Courtenay, arcivescovo cattolico francese
- 26 marzo - Maria di Lussemburgo, francese
- 10 maggio - Shams al-Riʾāsa Abū al-Barakāt, religioso egiziano
- 23 giugno - Aymer de Valence, II conte di Pembroke, nobile britannico
- 16 luglio - Go-Uda, imperatore giapponese (n. 1267)
- 31 agosto - Enrico II di Cipro, re (n. 1271)
- 4 settembre - Sancho I di Maiorca, re (n. 1276)
- 25 settembre - Tommaso II Sanseverino, nobile italiano
- Rabia Bala Hatun, nobildonna ottomana (n. 1259)
- Jean II des Barres, militare francese
- Dalmazzo VII de Roccabertí, nobile e condottiero spagnolo
- Bonturo Dati, mercante e politico italiano
- Manfredi della Gherardesca, nobile e generale italiano
- Isabella d'Ibelin, regina cipriota (n. 1241)
- Adelaide di Brunswick, imperatrice bizantina
- Uberto Malatesta, politico e condottiero italiano
- Costanza Morosini, nobildonna italiana (n. 1275)
- Roberto IV delfino d'Alvernia, nobile francese
- Eleonora di Savoia, nobile (n. 1280)
- Guecellone VII da Camino, nobile e politico italiano
- Giacomo I da Carrara, politico e condottiero italiano
- Petronilla de Meath, irlandese

## Calendario
| Calendario 1324 | Calendario 1324 | Calendario 1324 | Calendario 1324 | Calendario 1324 | Calendario 1324 | Calendario 1324 | Calendario 1324 | Calendario 1324 | Calendario 1324 | Calendario 1324 | Calendario 1324 | Calendario 1324 | Calendario 1324 | Calendario 1324 | Calendario 1324 | Calendario 1324 | Calendario 1324 | Calendario 1324 | Calendario 1324 | Calendario 1324 | Calendario 1324 | Calendario 1324 | Calendario 1324 | Calendario 1324 | Calendario 1324 | Calendario 1324 | Calendario 1324 | Calendario 1324 | Calendario 1324 | Calendario 1324 | Calendario 1324 | Calendario 1324 |
| --------------- | --------------- | --------------- | --------------- | --------------- | --------------- | --------------- | --------------- | --------------- | --------------- | --------------- | --------------- | --------------- | --------------- | --------------- | --------------- | --------------- | --------------- | --------------- | --------------- | --------------- | --------------- | --------------- | --------------- | --------------- | --------------- | --------------- | --------------- | --------------- | --------------- | --------------- | --------------- | --------------- |
|                 | 1               | 2               | 3               | 4               | 5               | 6               | 7               | 8               | 9               | 10              | 11              | 12              | 13              | 14              | 15              | 16              | 17              | 18              | 19              | 20              | 21              | 22              | 23              | 24              | 25              | 26              | 27              | 28              | 29              | 30              | 31              |                 |
| Gennaio         | Do              | Lu              | Ma              | Me              | Gi              | Ve              | Sa              | Do              | Lu              | Ma              | Me              | Gi              | Ve              | Sa              | Do              | Lu              | Ma              | Me              | Gi              | Ve              | Sa              | Do              | Lu              | Ma              | Me              | Gi              | Ve              | Sa              | Do              | Lu              | Ma              |                 |
| Febbraio        | Me              | Gi              | Ve              | Sa              | Do              | Lu              | Ma              | Me              | Gi              | Ve              | Sa              | Do              | Lu              | Ma              | Me              | Gi              | Ve              | Sa              | Do              | Lu              | Ma              | Me              | Gi              | Ve              | Sa              | Do              | Lu              | Ma              | Me              |                 |                 |                 |
| Marzo           | Gi              | Ve              | Sa              | Do              | Lu              | Ma              | Me              | Gi              | Ve              | Sa              | Do              | Lu              | Ma              | Me              | Gi              | Ve              | Sa              | Do              | Lu              | Ma              | Me              | Gi              | Ve              | Sa              | Do              | Lu              | Ma              | Me              | Gi              | Ve              | Sa              |                 |
| Aprile          | Do              | Lu              | Ma              | Me              | Gi              | Ve              | Sa              | Do              | Lu              | Ma              | Me              | Gi              | Ve              | Sa              | Do              | Lu              | Ma              | Me              | Gi              | Ve              | Sa              | Do              | Lu              | Ma              | Me              | Gi              | Ve              | Sa              | Do              | Lu              |                 |                 |
| Maggio          | Ma              | Me              | Gi              | Ve              | Sa              | Do              | Lu              | Ma              | Me              | Gi              | Ve              | Sa              | Do              | Lu              | Ma              | Me              | Gi              | Ve              | Sa              | Do              | Lu              | Ma              | Me              | Gi              | Ve              | Sa              | Do              | Lu              | Ma              | Me              | Gi              |                 |
| Giugno          | Ve              | Sa              | Do              | Lu              | Ma              | Me              | Gi              | Ve              | Sa              | Do              | Lu              | Ma              | Me              | Gi              | Ve              | Sa              | Do              | Lu              | Ma              | Me              | Gi              | Ve              | Sa              | Do              | Lu              | Ma              | Me              | Gi              | Ve              | Sa              |                 |                 |
| Luglio          | Do              | Lu              | Ma              | Me              | Gi              | Ve              | Sa              | Do              | Lu              | Ma              | Me              | Gi              | Ve              | Sa              | Do              | Lu              | Ma              | Me              | Gi              | Ve              | Sa              | Do              | Lu              | Ma              | Me              | Gi              | Ve              | Sa              | Do              | Lu              | Ma              |                 |
| Agosto          | Me              | Gi              | Ve              | Sa              | Do              | Lu              | Ma              | Me              | Gi              | Ve              | Sa              | Do              | Lu              | Ma              | Me              | Gi              | Ve              | Sa              | Do              | Lu              | Ma              | Me              | Gi              | Ve              | Sa              | Do              | Lu              | Ma              | Me              | Gi              | Ve              |                 |
| Settembre       | Sa              | Do              | Lu              | Ma              | Me              | Gi              | Ve              | Sa              | Do              | Lu              | Ma              | Me              | Gi              | Ve              | Sa              | Do              | Lu              | Ma              | Me              | Gi              | Ve              | Sa              | Do              | Lu              | Ma              | Me              | Gi              | Ve              | Sa              | Do              |                 |                 |
| Ottobre         | Lu              | Ma              | Me              | Gi              | Ve              | Sa              | Do              | Lu              | Ma              | Me              | Gi              | Ve              | Sa              | Do              | Lu              | Ma              | Me              | Gi              | Ve              | Sa              | Do              | Lu              | Ma              | Me              | Gi              | Ve              | Sa              | Do              | Lu              | Ma              | Me              |                 |
| Novembre        | Gi              | Ve              | Sa              | Do              | Lu              | Ma              | Me              | Gi              | Ve              | Sa              | Do              | Lu              | Ma              | Me              | Gi              | Ve              | Sa              | Do              | Lu              | Ma              | Me              | Gi              | Ve              | Sa              | Do              | Lu              | Ma              | Me              | Gi              | Ve              |                 |                 |
| Dicembre        | Sa              | Do              | Lu              | Ma              | Me              | Gi              | Ve              | Sa              | Do              | Lu              | Ma              | Me              | Gi              | Ve              | Sa              | Do              | Lu              | Ma              | Me              | Gi              | Ve              | Sa              | Do              | Lu              | Ma              | Me              | Gi              | Ve              | Sa              | Do              | Lu              |                 |